# Fanndís Friðriksdóttir
Fanndís Friðriksdóttir, född 9 maj 1990, är en isländsk fotbollsspelare. Hon spelar i Breiðablik och för Islands landslag. 
Fanndís Friðriksdóttir var redan som 17-åring med i U19-EM 2007 och två år senare var hon lagkapten för det U19-landslag som representerade Island vid EM i Vitryssland 2009. Tidigare samma år debuterade hon även i seniorlandslaget.